# Niforeika
Niforeika  este un oraș în Grecia în Prefectura Ahaia.